# Jakob Christoph Schletterer
Jakob Christoph Schletterer (Wenns, 22 juli 1699 - Wenen, 19 mei 1774) was een Oostenrijkse beeldhouwer.

## Leven en werk
Schletterer kreeg zijn opleiding aan de Academie van beeldende kunsten in Wenen. Hij werkte in 1727 samen met Georg Raphael Donner aan Schloss Mirabell in Salzburg. In 1751 werd hij benoemd tot hoogleraar aan de Weense kunstacademie. Hij was er tot aan zijn overlijden hoofd van de beeldhouwafdeling. Tot zijn leerlingen behoren onder anderen Franz Xaver Messerschmidt en Franz Altmutter.
Schletterer was bijna 75 jaar toen hij overleed. Zijn laatste opdracht, een beeld van Artemis voor Schloss Schönbrunn, kon hij niet voltooien, het werd afgemaakt door Johann Baptist Hagenauer.

## Werken (selectie)
- zuilen voor de Karlskirche in Wenen, met Johann Baptist Mader en Johann Baptist Straub
- 1758 sculpturen voor het park van Schloss Draßburg

- Gemeinsame Normdatei: 129214973
- RKD-Nederlands Instituut voor Kunstgeschiedenis: 348769
- Virtual International Authority File: 8459453
- WorldCat: E39PBJfcMX6XRWKHJ83pQFjV4q